# Parapótamos (Thesprotie)
Parapótamos, en grec moderne : Παραπόταμος, est un village et un ancien dème du district régional de Thesprotie, en Épire, Grèce. En 2010, il est fusionné au sein du dème d'Igoumenítsa.
Selon le recensement de 2011, la population du dème compte 1 168 habitants, tandis que celle du village s'élève à 754 habitants.